# 木村魚拓の窓際の向こうに
木村魚拓の窓際の向こうに（きむらぎょたくのまどぎわのむこうに）は、2009年1月から2024年12月までパチンコ★パチスロTV!で放送されたパチンコ・パチスロ番組。初回放送は、隔週水曜日の23:00 - 24:00。略称は「窓際」。

## 概要
窓際サラリーマン・木村魚拓が、お小遣いをゲストにパチンコ・パチスロで増やしてもらうという他力本願実戦バラエティー番組。
実戦時間4時間、投資金額2万円（日本遊技関連事業協会のアンケート調査による平均稼働時間及び投資金額上限を基にしている）でのガチンコ勝負（パチンコ・パチスロどちらでもOK）で勝利を目指す。
2024年12月18日初回放送の#401をもって番組終了。

## 出演者
- 木村魚拓（パチスロライター）
  - 番組内では「コンピューター会社勤務の冴えない窓際サラリーマン（年収320万円、主任で部下2人、彼女いない歴11年、趣味はギャンブル&プロレス観戦）」という設定。時間の経過と共にこの設定はほぼ無いものになっているが、番組は「冴えないサラリーマン木村魚拓です」の一言からスタートする。
  - スーツ（スラックスはやや短め、夏場はジャケットなし）に巨人の野球帽をかぶり、首から小型の双眼鏡を提げ、手にはピコピコハンマーという姿で出演している。

## 主なコーナー
- 窓際INFORMATION - 番組宛に送られてきたハガキを紹介するコーナー。ハガキが採用されると番組オリジナルのTシャツやステッカーがもらえる。

- アダルト 〜大人のキム&○○〜（○○にはゲストの名前が入る） - パチテレ及び番組に届いたゲスト宛のハガキなどを紹介しつつ行われるトークコーナー。

## 使用曲
- ラブストーリーは突然に（小田和正） - オープニング（オープニングトークから番組が始まることが多くなり、ほぼ使われなくなっている）
- きらきら武士（レキシ） - ゲストが初当たりを引いた時に“木村魚拓&フィーバーダンサーズ”の映像と共に流れる。

## その他
- #1から#9までは月1回（土曜日）の放送だったが、#10より月2回（第2・4日曜日）に変更。#34から#83までは毎週放送（日曜日）になり放送時間が30分に短縮（1人のゲスト回を2週に分ける形）。#84から再び月2回（第1・3日曜日）の1時間番組となった。長らく日曜日に放送されていたが、#298より第1・3水曜日、#300より隔週水曜日の放送に移行。
- 番組初期は収録店舗が固定されていなかったが、1年程して将軍の田端店に固定。長らく田端店で収録していたが、#248から収録店舗が将軍の葛西店に移った[1]。
- 実戦前のトークでは、木村が女性ゲストにバストのカップ数を聞くことがお約束となっている。Cカップ以上なら木村が“Cカップドール朱美ちゃん”（以前は鳥の人形“鶏ガラくん”）と呼ばれる人形を壁や床に投げつけ（木村は「飛ぶ」と表現）、それ以下なら人形を静かに足元に置く。
- ゲストと勝利の契りを交わす意味で、実戦前に木村とゲストがコーラの入ったジョッキを持った腕を互いにクロスさせながら、木村がゲストを鼓舞する言葉を発しゲストは「押忍!」と答える“儀式”が行われる。儀式の最後はジョッキのコーラを素早く飲むが、このことに特に意味はない。
- 2万円での4時間実戦となっているが、おかわり（追加投資）や実戦時間の延長の要求が度々ある。
- ゲスト実戦中の木村は、ゲストの様子を窺いつつマンガを読んだり、控室でくつろいだり、来店している他のライターと絡んだり、自分のお金でパチンコ・パチスロを打つなどしている。
- お互いのお小遣いを増やすためにゲストのお金で木村も実戦することが度々あったが、#268から木村にゲストのお小遣いを託すか否かを選べる新ルールができた（#268はコーラの早飲みで決定）。
- エンディングは、結果を踏まえたゲストとの掛け合いをラグビーボールをパスし合いながら行っていたが、徐々に行われなくなっている。
- 「窓際クラブ」なる番組のファンクラブ的な会があり、番組宛にハガキを出せば会員ナンバーがもらえたが、投稿数の減少から「窓際クラブ」は無いに等しくなっている。
- “窓際びんびん物語”と題したノリ打ち実戦の回は『黄昏☆びんびん物語』の幸野善之がナレーターを担当。
- #292 - #295は、新型コロナウイルス感染症の拡大により店舗収録ができなくなったため、ゲスト解答者が自身の窓際初出演回から出題されるクイズに全問正解すると賞金100万円がもらえるライター救済企画「あの時 君は若かった」を放送。
- 2023年以降は、これまで出演したゲストの番組での負債を木村・助っ人・ゲストで回収を目指す「恩返し」企画が主体となる。この企画ではゲストが実戦費用を負担し、木村のいつもの衣装をゲストが着用して出演。